# Thoothukudi
Thoothukudi o Tuticorin  (Tàmil: தூத்துக்குடி) és una ciutat portuària i corporació municipal de Tamil Nadu, capital del districte de Thoothukudi. La ciutat és coneguda com a "Ciutat Perla". El port, al golf de Manar, és dels més importants del sud de 'Índia. Disposa de l'aeroport de Tuticorin situat a Vagaikulam, a 14 km de la ciutat, obert l'1 d'abril de 2006. Consta al cens del 2001 amb una població de 216.058 habitants; el 2007 es va proposar formar una corporació municipal amb l'absorció de 28 viles a l'entorn des de Swaminatham al nord-oest, Tharuvaikulam al nord-est, Mudivaithanenthal al sud-est i Pazhayakayal al sud, ocupant 353 km², el que hauria elevat la població a 436.094 habitants, però de moment això no s'ha concretat. El 1901 tenia 28.048 habitants.

## Història
Vers 1540 la població fou capturada pels portuguesos; al segle xvii un jesuita portuguès diu que tenia uns 50.000 habitants; els holandesos van expulsar els portuguesos el 1658 però al segle següent la van perdre davant els britànics el 1782. Retornada als holandesos per tractat el 1785, els britànics la van reconquerir el 1795. Al final de les guerres napoleòniques, fou retornada a Holanda (1818) però el 1825 cedida als britànics junt amb altres possessions a l'Índia, a canvi de les possessions britàniques a Sumatra. Sota els britànics fou capital de subdivisió amb jurisdicció sobre les talukes de Srivaikuntam i Ottappidaram (estava dins d'aquesta segona), a la presidència de Madras. La municipalitat es va formar el 1866.